# Podnož

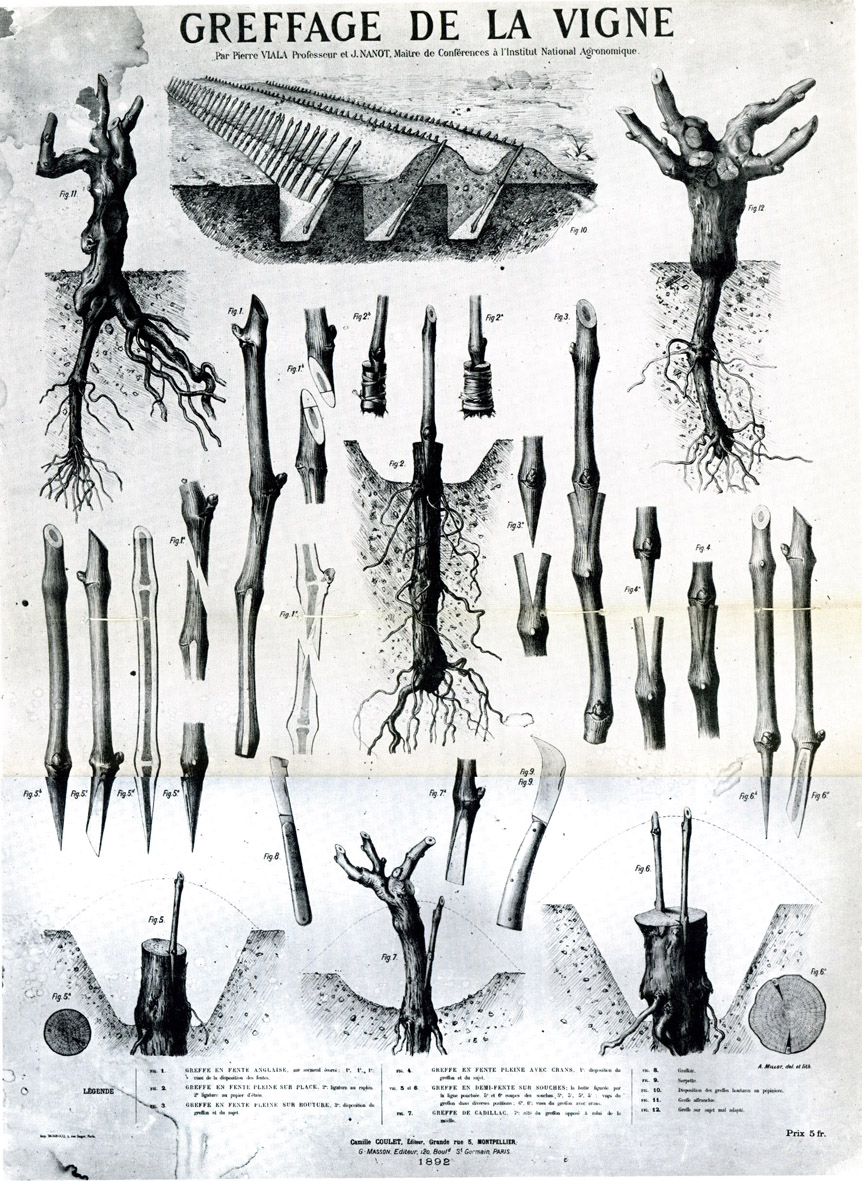
podnože révy vinné, kresba

Podnož je rostlina, nebo její část, která se používá pro očkování nebo roubování jiné rostliny. Smyslem očkování je zajistit přežití, nebo zlepšení vlastností naštěpované rostliny. Spolužití tkání podnože a naštěpované rostliny je ovlivněno vzájemnou afinitou. Nově společně srostlá rostlina, chiméra, bude zčásti mít vlastnosti původní rostliny, avšak převážně vlastnosti nově naštěpované rostliny. Vlastnosti podnože významně ovlivňují vlastnosti budoucí rostliny vzniklé spojením obou rostlin. Pro druhy, které jsou štěpován, je proto obvykle vyšlechtěno více podnoží s různými vlastnostmi. Podnož a naštěpovaná rostlina se přes vzájemný vliv geneticky neovlivňují, zůstávají různými jedinci.
Použití podnože je nejčastěji spojováno s ovocnými rostlinami a zejména stromy a je to zatím jediný způsob, jak lze ve velkém množství rozmnožovat mnoho druhů rostlin, které se dobře nemnoží semeny (jsou sterilní), nebo jsou zvláště citlivé k onemocnění, pokud jsou pěstovány jako pravokořenné.
I když je roubování praktikováno už mnoho stovek let, patřilo mezi znalosti, jimiž vládli starověcí Římané. Většina nyní používaných podnoží však byla vyšlechtěna ve 20. století.
Různé podnože se používají i pro stejný druh ušlechtilé odrůdy, protože jí dodávají různé vlastnosti, jako vzrůstnost, velikost plodů a časnost úrody. Podnože jsou vybrány pro vybrané znaky, jako je odolnost vůči suchu, škůdcům a chorobám. Vinná réva pro komerční pěstování je nejčastěji naroubovaná na podnože odolné k škůdci mšička révokaz, zatímco vinice na prodej do zahrad obvykle ne.
Důležitá je afinita podnože a naštěpované rostliny. Důležité (stejně jako u roubování) je, aby byla podnož schopna přijmout tkáň nové odrůdy. Tato vlastnost se nazývá snášenlivostí (tzv. afinitou). Štěpovat se mohou snadno rostliny, které se liší v rámci druhu, kdy se (odrůdy štěpují na původní druh) nebo s různými výsledky odlišné druhy v rámci rodu (meruňka na švestku), avšak jen zřídkakdy se štěpují rostliny odlišných rodů. Mnoho druhů hrušek je pěstováno na kdouloni, jako podnoži.
Podnoží bývá označována obvykle část rostliny, která tvoří u rostliny kořenový systém a nebo kořenový systém a další nadzemní část - kmen, při štěpování v korunce. V takovém případě korunu tvoří ušlechtilá odrůda. Avšak například u odrůdy jabloně Ontario bývá kvůli náchylnosti k namrzání v silném dřevě prováděno tzv. mezištěpování, kdy podnož tvoří kořenový systém, další odrůda kmen a odrůda jabloně Ontario korunu. Totéž se provádí i u odrůd s křivým růstem za účelem získání rovného kmene.

## Význam podnoží
1. Ovlivňuje růst naštěpované odrůdy
2. vybarvenost plodů
3. Dobu nástupu do plodnosti
4. umožňuje pěstovat dřeviny v strmých svazích
5. různé pěstební tvary

## Příprava podnoží
Probíhá v období vegetačního klidu – malá pracovní činnost. Podnože jsou nakupovány na podzim a kvůli snazší manipulaci založeny v halách kde půda nepromrzne. Je doporučeno nepoužívat slabé nebo velmi silné podnože.
Metodika přípravy není jednotná. Kořen má být hluboký 20 cm, nadzemní část 40 cm. Ponechává se hlavní kůlový kořen. U generativně množených podnoží se boční kořeny zakrátí na 2 cm. U vegetativně množených podnoží se ponechává se hlavní kůlový kořen a boční kořeny se zakrátí na 3 cm. V případě, že vysazujeme strojem, nemůže rostlina mít velký kořenový systém
Při ruční výsadbě může být kořen větší a boční kořeny zkracujeme na 5 cm. Horní část odstraníme postranní větve ve výšce 20 cm podnože se balí podle síly kořenového krčku po 50 ks.

## Podnože pro jednotlivé druhy
Podnož: část štěpování rostliny, která vytváří její kořen nebo i kmínek, pravokořená rostlina není štěpovaná (neroste na podnoži).

### rozdělení podnoží podle způsobu množení
- generativně – semenáč, pláně – bujný růst, silné a hluboké kořeny, pozdější nástup do plodnosti
- vegetativně – množené oddělky, méně často řízky, růst zakrslý až bujnější, kořeny slabé, mělké, náchylné na sucho, vyžadují oporu

### rozdělení podle ovocného druhu
- podnože pro hrušně
- podnože pro třešně
- podnože pro slivoně
- podnože pro meruňky
- podnože pro broskvoně
- podnože pro ořešák
- podnože pro angrešt
- podnože pro rybíz

## Podnože pro jabloně

### Generativně množené
Používané málo, pro vysokokmeny a alejové dřeviny, patří k bujným a mrazuvzdorným podnožím
- J-KL-2 (KL=Klčov)
- J-KL-3
- J-KL-4
- J-TE-1 (TE=Těchobuzice)
- J-TE-2

### Vegetativně množené
Podle růstu
- zakrslé M 27, J-TE-G
- slabě vzrůstné M 9, M 26, J-TE-E
- středně vzrůstné M 4, MM 106
- silně vzrůstné M 1
- velmi silně vzrůstné M 11, A 2

### Charakteristika jednotlivých podnoží
- M 27 – křehký kořen, předčasný obrost, vyžaduje oporu
- J-TE-G – křehký kořen, vysoká plodnost, vyžaduje oporu
- M 9 – (jánče žluté métské) – křehký kořen, předčasný obrost, vyžaduje oporu
- J-TE-E – křehký kořen, předčasný obrost, vyžaduje oporu, množí se lépe než M 9
- MM 106 – pevný kořen, nesnáší mokro, do horších půd
- M 4 – (duzén holštýnský žlutý) – mělký kořen, vysoká plodnost, brzy ztrácí mízu
- A 2 – velmi bujná, mrazuvzdorná

význam značek:
- M, MM – vyšlechtěné ve výzkumné stanici v East Malling v Anglii
- A – vyšlechtěné ve výzkumné stanici v Alnarpu ve Švédsku

## Podnože pro hrušně

### Podnože generativně množené
Je používán souhrnný název hrušňový semenáč. Generativně množené podnože pro hrušně jsou používané více než vegetativně množené z důvodu lepší afinity.
- H-TE-1 – bujně vzrůstné a vyrovnané, málo trnité
- H-TE-2 – bujně vzrůstné a vyrovnané, málo trnité
- H-BEO-1 – univerzální použití, vysoká mrazuvzdornost

### Podnože vegetativně množené
- podnož MA – růsto o 35 % menší semenáče, nesnáší Ca v půdě, vyžaduje oporu
- podnož MC – o 20 % menší než semenáč, méně mrazu vzdorné
- podnož BA-29 – náhrada za MA, lepší afinita a množitelnost, množí se řízkováním
- podnož Daytor – novinka, mrazuvzdorná, rezistentní k bakteriální spále, množí se řízkováním

## Podnože pro třešně, višně

### Podnože generativně množené
- P-TU-1 – ze všech nejméně vzrůstná, dobře koření
- P-TU-2 – nejbujnější, pevně koření
- P-TU-3 – pevně koření
- MH-KL-1 – mahalebka, bujný vzrůst, dobře se množí, je ve výsevu vyrovnaná

### Podnože vegetativně množené
- F 12/1 – vytváří kořenové výmladky, špatně se množí
- P-HL-A – až o 70 % slabší vzrůst než ptáčnice, dobře koření, množené řízky a tkáňovými kulturami
- P-HL-B – až o 50 % slabší růst než ptáčnice, dobře koření, množené řízky a tkáňovými kulturami
- P-HL-C – až o 80 % slabší růst než ptáčnice, mělce koření, brzká plodnost, množení řízky a tkáňovými kulturami
- GL-SEL-A 5 – až o 50 % slabší růst než ptáčnice, dobře koření, množení řízky a tkáňovými kulturami
- Tobel Edbriz – až o 40 % slabší růst než ptáčnice, dobře koření, brzká a vysoká plodnost
- Colt – o 20 % slabší růst než ptáčnice, méně mrazuvzdorná, vytváří kořenové výmladky

## Podnože pro slivoně
V ČR je nejpoužívanější podnoží pro slivoně myrobalán. Myrobalán je velmi různorodý ve vlastnostech, a má různý vliv na naštěpované odrůdy, takže způsobuje různě intenzivní růst naštěpovaných odrůd a rozdílný nástup do plodnosti, plodnost stromů atp. Má také různou afinitu. Je však značně přizpůsobivý půdním podmínkám. Většina ušlechtilých odrůd slivoní s myrobalánem dobře srůstá. Také je používána Wangenheimova švestka a její kříženci. Často používanou vegetativně množenou podnoží je MY-KL-A – červenolistý myrobalán. Kříženec mezi Prunus cerasifera a P. cerasifera 'Atropurpurea'. Podnož je snadno množitelná ze zelených i dřevitých řízků.

### Podnože generativně množené
- MY-BO-1 (myrobalán) – snáší Ca v půdě, silný vzrůst, dá se množit i vegetativně
- S-BO- (slivoň) – slabší vzrůst, bohatě plodné, vlhké polohy
- semenáč zelené renklódy – střední vzrůst, do vlhkých půd
- semenáč Wangenheimovy – vzrůst až o 70 % nižší než MY, netvoří kořenové výmladky

### podnože vegetativně množené
- St.Julien A. – o 35 % menší vzrůst než semenáč MY, mělce koření, ale dobře kotví, množení dřevitými řízky, do vlhkách půd
- MY-KL-A – o 30 % slabší vzrůst než semenáč MY, netvoří výmladky, mrazuvzdorné, množení dřevitými řízky i bylinnými řízky
- Pixy – až zakrslý vzrůst, vyžaduje oporu, nesnáší sucho, množení dřevitými řízky
- Jaspi-Fereley – střední vzrůst, dobré kotvení, snáší sucho, množení řízky

## Podnože pro meruňky

### Podnože generativně množené
- M-LE-1 – snižuje výskyt nekróz
- M-VA-1,2,3,4 – střední až bujný vzrůst, mrazuvzdorné, živné půdy
- semenáč Zelené renklódy – střední vzrůst, do vlhkých půd
- semenáč Wangenheimovy švestky – 70% nižší vzrůst než MY, netvoří kořenové výmladky

### Podnože vegetativně množené
- St.Julien A. – o 35 % menší vzrůst než semenáč MY, mělce koření, ale dobře kotví, množení dřevitými řízky, do vlhkách půd
- MY-KL-A – o 30 % slabší vzrůst než semenáč MY, netvoří výmladky, mrazuvzdorné, množení dřevitými řízky i bylinnými řízky
- Pixy – až zakrslý vzrůst, vyžaduje oporu, nesnáší sucho, množení dřevitými řízky
- Jaspi-Fereley – střední vzrůst, dobré kotvení, snáší sucho, množení řízky

## Podnože pro broskvoně

### Podnože generativně množené
- B-VA-1,2,3,4 – vyrovnaný vzrůst, nesnáší Ca
- BM-VA-1 – pro suché a teplé polohy, při obsahu Ca nevyrovnané
- BM-VA-2 – univerzální podnož do suchých půd s obsahem Ca
- Lesiberian – univerzální do půd Ca, mrazuvzdorná
- MN-VS-1 – do suchých půd s Ca mrazuvzdorná, i pro konzum

### Podnože vegetativně množené
- M-LE-1 – snižuje výskyt nekróz
- M-VA-1,2,3,4 – střední až bujný vzrůst, mrazuvzdorné, živné půdy
- semenáč – Zelené renklódy- střední vzrůst, do vlhkých půd
- meruňka – vzrůst bujný, vytváří kořenové výmladky, horší afinita

## Podnože pro stromkový angrešt a rybíz

### Podnože vegetativně množené
- ME-LS-A – středně silná, slabší rouby, teplejší oblasti
- ME-LS-B – pro silnější rouby
- ME-LS-C – nevyrovnané, těžší výtěžnost

## Pojmy
- standardizace podnoží  – třídění podle známých vlastností
- afinita – srůstnost mezi podnoží a roubem. Afinita je podmíněna geneticky příbuzností a odrůdovými vlastnostmi
- označení podnože – název podnože, který je často tvořen kódem, například J-TE-1 nebo J-TE-E. V kódu je „J“ označení pro ovocný druh (jabloň) „TE“ – označení šlechtitelské stanice (Těchobuzice). Označení „1“ je číslo označující generativně množené podnože. Označení „E“ je písmeno označující vegetativně množené podnože.
- uznávací řízení – proces sledování a kontroly vybraných rostlin na jehož základě je vydán uznávací list
- uznávací list – souhrn informací důležitých pro uznání podnože. Obsahuje název druhu a název odrůdy, údaj o výměře množitelského porostu, označení dodavatele, výsledek zkoušek a přehlídky, kategorii rozmnožovacího materiálu a generaci.
- matečnice – porost pro získávání množitelského materiálu
- mateční rostlina – strom nebo keř určený pro množitelské účely